# Lewizata!
Lewizata! (bulgarisch Левицата! ‚Die Linke!‘) ist eine politische Koalition in Bulgarien, die am 12. Februar 2023 von Steh auf, Bulgarien, Alternative für die Bulgarische Wiedergeburt, einer Gruppe ehemaliger Mitglieder der Bulgarischen Sozialistischen Partei (BSP), Bewegung 21, Agrarunion Alexander Stamboliiski, Bulgarische Progressive Linie und Normaler Staat gegründet wurde. Maja Manolowa, Rumen Petkow, Zweteslawa Galabowa, Tatjana Dontschewa, Waleri Schabljanov und Kostadin Paskalew waren bei der Gründung der Koalition dabei. Sie wurde mit dem Ziel einer gemeinsamen Teilnahme dieser Formationen an den vorgezogenen Parlamentswahlen im April 2023 gegründet.

## Positionen
Nach Ansicht der Vorsitzenden von Steh auf, Bulgarien, Maja Manolowa, kann die politische Krise, welche in den Jahren 2021 bis 2023 zu fünf Parlamentswahlen geführt hat, mit einer geeinten und starken Linken überwunden werden. Manolowa zufolge positioniert sich Levizata! als Alternative zum rechten Pol des [Ukraine]Krieges (vertreten durch die Koalitionen GERB-SDS und Wir setzen den Wandel fort – Demokratisches Bulgarien), lehnt Waffenlieferungen an die Ukraine ab und unterstützt dabei den Kurs von Präsident Rumen Radew.
Die neue Koalition wird sich vorrangig mit den Themen Einkommen, Preise, Bekämpfung von Monopolen und Korruption befassen. Die Koalition besteht darauf, dass der Mindestlohn erhöht wird und dass es keine Bulgaren unterhalb der Armutsgrenze geben darf.